# Galería de arte de Nueva Escocia
La galería de arte de Nueva Escocia es la galería de arte de la provincia de Nueva Escocia, Canadá. Se encuentra ubicado en la región central de la ciudad de Halifax, con una galería sucursal en Yarmouth (Nueva Escocia).

## Historia
La galería fue fundada en 1908 como «Museo de Bellas artes de Nueva Escocia». Fue rebautizado en 1975 como «Galería de Arte de Nueva Escocia». En 1988 la galería se trasladó al edificio de Dominio histórico, construido en 1865, y diseñado por los arquitectos David Stirling y Hay William. La galería se amplió en 1998 para incluir varios pisos del edificio Provincial situado justo al sur del edificio de Dominio. Las dos edificaciones están separadas por Ondaatje Court, un espacio público que además de ser utilizado para exposiciones temporales, contiene varias esculturas permanentes de gran tamaño. Debajo del patio se encuentra una gran sala de exposiciones subterránea que conecta los dos edificios.
En marzo de 2019, el museo contaba con más de 18 000 obras en su colección permanente. Más de 2000 artistas de Nueva Escocia, Canadá y otros países están representados en la colección permanente del museo. Las adquisiciones para la colección permanente del museo son revisadas por el Comité Curatorial del museo, que incluye personal de conservación y curaduría, antes de ser evaluadas por el director, el Curador Jefe y el Curador de Colecciones del museo. Luego, se requiere la aprobación adicional del Comité de Adquisiciones del museo, compuesto por artistas locales, miembros de la comunidad y miembros de la Junta de Gobernadores del museo, antes de que se presente a la propia Junta de Gobernadores para su aprobación final.
La colección del museo también incluye obras de varios artistas de las Naciones Originarias de Canadá, incluido Kent Monkman. Miss Chief's Wet Dream, una pintura acrílica sobre lienzo de 3,5 por 7 metros (11 por 23 pies) de Monkman, es una de las obras más grandes de la colección permanente del museo.